# Джейд Реймонд
Джейд Реймонд (нар. 28 серпня 1975) — канадська геймдизайнерка, телеведуча та інженерка. Розробниця франшиз Assassin's Creed та Watch Dogs, а також Ubisoft Toronto та EA Motive Studios. 16 березня 2021 року Джейд Реймонд оголосила про заснування нової незалежної команди розробників під назвою Haven Entertainment.

## Ранні роки та кар'єра
Народилася 28 серпня 1975 року в Монреалі. Закінчила Монреальську школу Святого Георгія в 1992 році та Коледж Маріанополіс у 1994 році. Здобула ступінь бакалавра в Університеті Макгілла в 1998 році за спеціальністю інформатика.
Перша робота в університеті була програмісткою для Sony, де вона взяла участь у створенні першої групи досліджень та розробок Sony Online. Це привело Реймонд в Electronic Arts, де вона працювала продюсеркою у The Sims Online.
З 2003—2004 Реймонд приєдналася до програми G4 «Електричний майданчик» як сумісниця, працюючи з Віктором Лукасом, Томмі Талларіко та Джулі Стоффер.
У 2004 році почала працювати в Ubisoft Montreal, де керувала створенням першої гри Assassin's Creed. Раймонд стала виконавчою продюсеркою Assassin's Creed II і виконавчою продюсеркою нового IP в Ubisoft Montreal, який включав Watch Dogs і The Mighty Quest for Epic Loot.
У січні 2010 року Реймонд переїхала до Торонто, щоб побудувати нову студію для Ubisoft в ролі керуючої директорки.
Реймонд входить до складу Ради директорів організації WIFT-T (Women in Film & Television-Toronto), що сприяє розвитку жінок у кіно, телебаченні та на екранах.
У липні 2015 року Реймонд оголосила, що приєдналася до Electronic Arts і створила Motive Studios, що базується в Монреалі.
Вона також мала керувати студією Visceral Games, розташованою в Каліфорнії, де працювала з дизайнеркою і письменницею ігор Емі Генніг над іграми «Зоряні війни», а також розробляла нові оригінальні ІС.
У липні 2018 року Джейд Реймонд нагороджена «за її загальнодоступні зусилля протягом 20-річної кар'єри» нагородою «Vanguard Award».
У жовтні 2018 року Реймонд отримала «Піонерську нагороду» від Фестивалю веселих і серйозних ігор, визнавши її «внесок у галузь як виробник ігор, які вважаються поворотним пунктом у цій галузі».
Реймонд була одним з небагатьох керівниць відеоігор, названих у списку 500 найвпливовіших бізнес-лідерів журналу Variety 2018, що формує світову індустрію розваг.
9 січня 2018 року Раймонд призначена членкинею ради директорів Академії інтерактивних мистецтв та наук.
Залишила Motive Studios у жовтні 2018 року, натякаючи на «надсекретний проєкт».
У березні 2019 року Реймонд оголосила, що приєдналася до Google на посаді віце-президента; під час Конференції розробників ігор 2019 року Google підтвердила, що Ремйонд очолить студії Google, Stadia Games and Entertainment, щоб створювати ексклюзивний контент для потокової служби Google Stadia.
1 лютого 2021 року Реймонд оголосила про свій відхід від Stadia Games and Entertainment, а також Google, одночасно з оголошенням Google про припинення роботи власної студії Stadia Games and Entertainment.
Раймонд заснувала Haven Entertainment Studios, нову незалежну студію розробки, 16 березня 2021 року, компанія Sony Interactive Entertainment інвестувала в студію для створення нової оригінальної IP-адреси для PlayStation.

## Ігри
| Рік      | Заголовок                                 | Компанія             | Роль                            | Посилання     |
| -------- | ----------------------------------------- | -------------------- | ------------------------------- | ------------- |
| 2002 рік | The Sims Online                           | Електронне мистецтво | Продюсерка                      |               |
| 2007 рік | Assassin's Creed                          | Ubisoft              | Продюсерка                      | [ 16 ] [ 17 ] |
| 2008 рік | Metal Gear Solid 4: Guns of the Patriots  | Конамі               | Керуюча директорка              | [ 18 ]        |
| 2009 рік | Assassin's Creed II                       | Ubisoft              | Виконавча продюсерка            |               |
| 2009 рік | Assassin's Creed: Bloodlines              | Ubisoft              | Виконавча продюсерка            |               |
| 2013 рік | Tom Clancy's Splinter Cell: Чорний список | Ubisoft              | Виконавча продюсерка            |               |
| 2014 рік | Watch Dogs                                | Ubisoft              | Виконавча продюсерка            |               |
| 2014 рік | Assassin's Creed: Unity                   | Ubisoft              | Керуюча директорка              |               |
| 2014 рік | Far Cry 4                                 | Ubisoft              | Керуюча директорка              |               |
| 2015 рік | Могутнє шукання епічної здобичі[уточнити] | Ubisoft Монреаль     | Виконавча продюсерка            |               |
| 2017 рік | Зоряні війни: Battlefront II              | Електронне мистецтво | Генеральна директорка групи SVP |               |